# Upplands-Bro kommun
Upplands-Bro kommun är en kommun i nordvästra delen av Stockholms län. Kommunens centralort är Kungsängen.
Kommunen har ett typiskt mälarlandskap, vilket betyder skogklädda, delvis kalspolade moränhöjder och stora lerslätter. Det lokala näringslivet har blivit starkt påverkat av närheten till Stockholm. Liksom i flera andra kranskommuner domineras näringslivet av handels-, tjänste- och servicenäringar. 
Sedan kommunen bildades 1971 har befolkningstrenden, med undantag för enstaka år, varit starkt positiv. Efter valen på 2010-talet har kommunen haft växlande Alliansstyre och blocköverskridande styre. Efter valet 2022 styrs kommunen av Alliansen.

## Administrativ historik
Kommunens område motsvarar socknarna: Bro, Håbo-Tibble, Håtuna, Låssa, Stockholms-Näs och Västra Ryd, alla i Bro härad utom Håbo-Tibble och Håtuna (som ingick i Håbo härad). I dessa socknar bildades vid kommunreformen 1862 landskommuner med motsvarande namn, dock för Bro och Låssa socknar en gemensam, Bro och Låssa landskommun. 
Vid kommunreformen 1952 bildades Upplands-Bro landskommun av de fem landskommunerna Bro och Låssa, Håbo-Tibble, Håtuna, Stockholms-Näs och Västra Ryd.
Upplands-Bro kommun bildades vid kommunreformen 1971 genom en ombildning av Upplands-Bro landskommun. Samtidigt ändrades länstillhörigheten från Uppsala län till Stockholms län.
Kommunen ingick från bildandet till 1976 i Sollentuna och Färentuna domsaga, från 1977 till 2001 i Jakobsbergs domsaga, från 2001 till 2007 i Sollentuna domsaga och kommunen ingår sedan 2007 i Attunda domsaga.
Kommunen ingår sedan 2010 i Förvaltningsområdet för finska. 

## Geografi
Kommunen är belägen i de södra delarna av landskapet Uppland vid sjön Mälarens östra strand. Upplands-Bro kommun gränsar i nordöst till Sigtuna kommun, i öster till Upplands Väsby kommun, i sydöst till Järfälla kommun och i söder till Ekerö kommun (maritim gräns), alla i Stockholms län. Vidare gränsar kommunen i väster till Enköpings kommun (maritim gräns) och Håbo kommun, båda i Uppsala län.

### Topografi och hydrografi
Kommunen har ett typiskt mälarlandskap, vilket betyder skogklädda, delvis kalspolade moränhöjder och stora lerslätter. I Mälaren finns skogklädda halvöar och öar vilka också hör till kommunens område. Av dessa är ett flertal naturreservat. Uppsalaåsen är en rullstensås som går genom sydvästra Upplands-Bro, vid Rösaring når den 61 meter över havet.
Nedan presenteras andelen av den totala ytan 2020 i kommunen jämfört med riket.
|  | Bebyggelse (11,2 %) |

|  | Skog (50,3 %) |

|  | Öppen myrmark (1,6 %) |

|  | Jordbruksmark (23,2 %) |

|  | Övrig mark (13,7 %) |

|  | Bebyggelse (3,1 %) |

|  | Skog (68,0 %) |

|  | Öppen myrmark (7,2 %) |

|  | Jordbruksmark (7,4 %) |

|  | Övrig mark (14,3 %) |

### Naturskydd

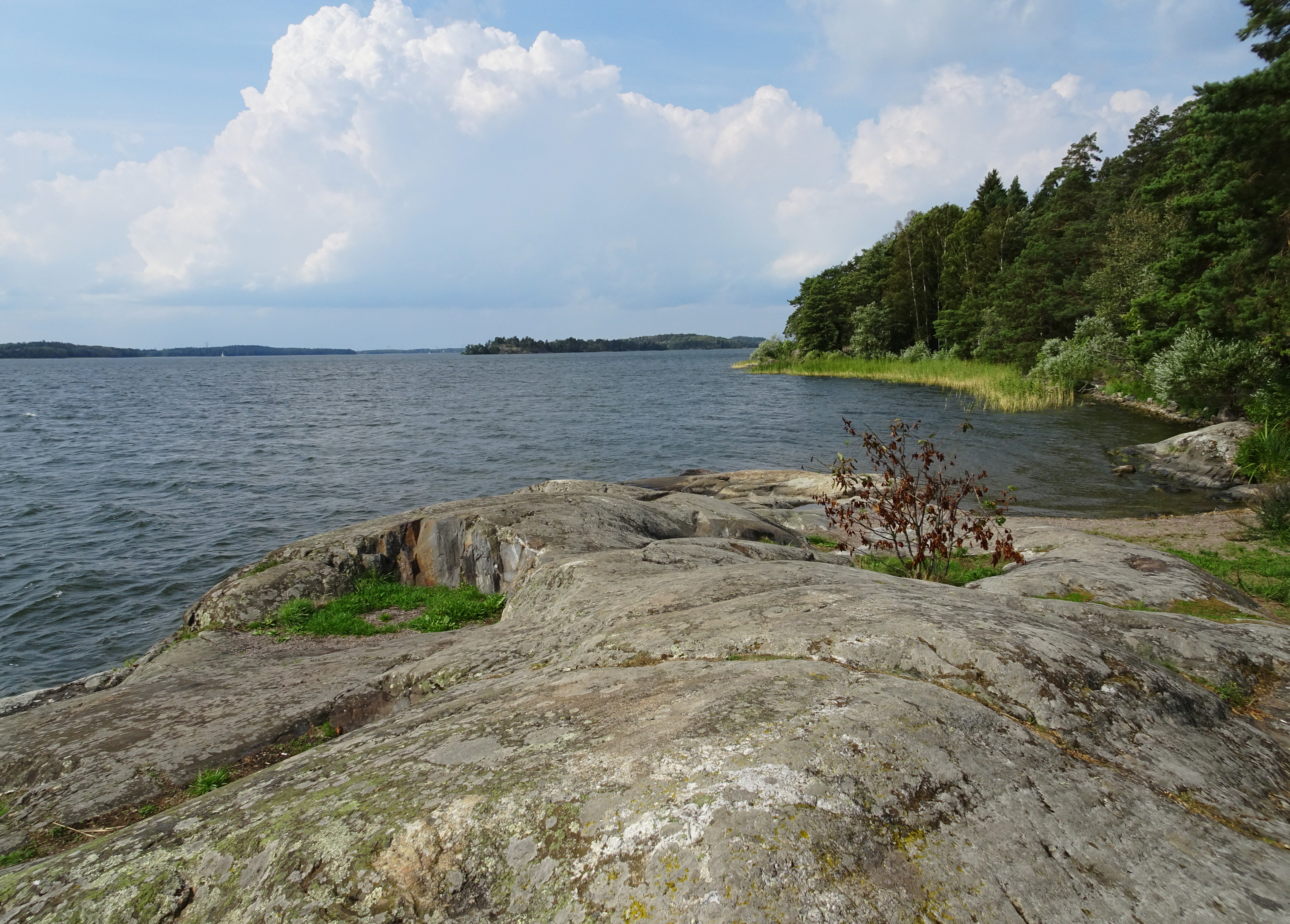
Frölunda naturreservat.

År 2022 fanns åtta naturreservat i Upplands-Bro kommun. Upplands-Broleden är en 29 kilometer lång vandringsled som förbinder fyra av dessa reservat; Lejondals naturreservat, Stäketskogens naturreservat, Frölunda naturreservat och Broängarnas naturreservat.

### Administrativ indelning
Fram till 2016 var kommunen för befolkningsrapportering indelad i Bro församling och Kungsängen-Västra Ryds församling.

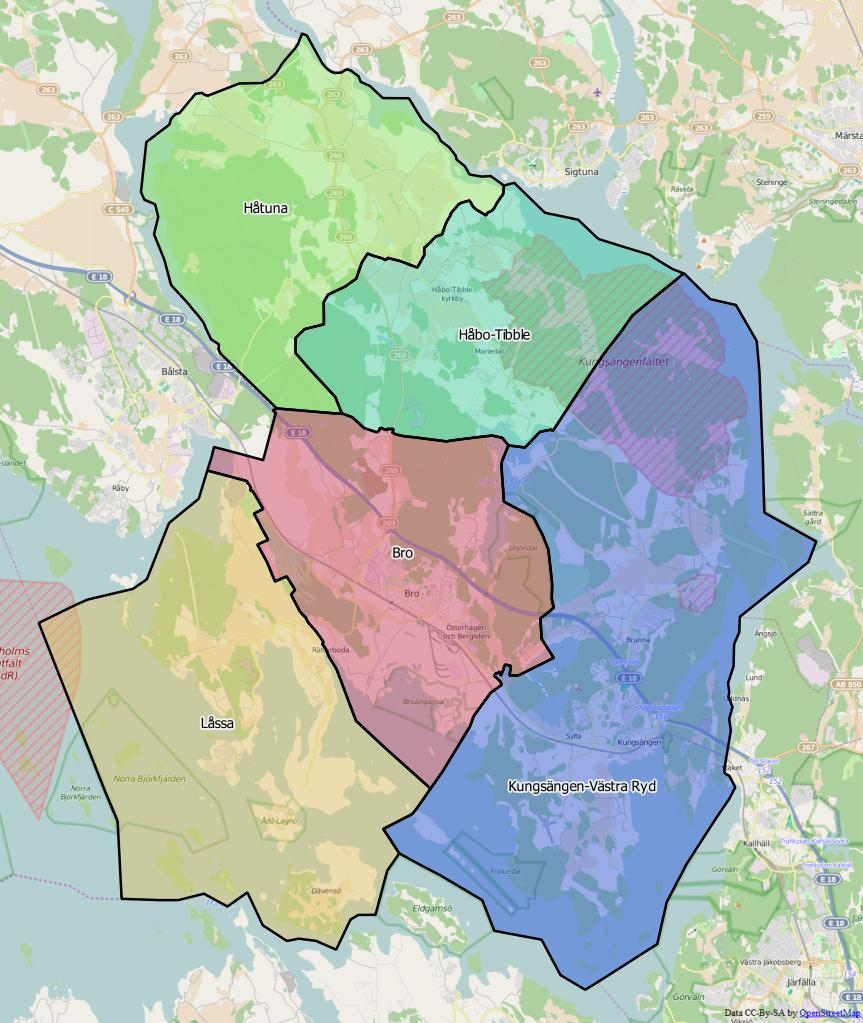
Distrikt inom Upplands-Bro kommun

Från 2016 indelas kommunen istället i fem distrikt: Bro, Håbo-Tibble, Håtuna, Kungsängen-Västra Ryd och Låssa.

### Tätorter
År 2020 bodde 92,6 procent av kommunens invånare i någon av kommunens tätorter, vilket var högre än motsvarande siffra för riket där genomsnittet var 87,6 procent. Vid Statistiska centralbyråns tätortsavgränsning 2020 fanns det sju tätorter i Upplands-Bro kommun:
| Tätort             | Befolkning |
| ------------------ | ---------- |
| Kungsängen         | 12 497     |
| Bro                | 9 485      |
| Brunna             | 4 033      |
| Håbo-Tibble kyrkby | 664        |
| Rättarboda         | 589        |
| Jursta             | 474        |
| Smidö              | 204        |

Centralorten är i fet stil

## Styre och politik

### Styre
Mandatperioden 2010–2014 styrdes kommunen av Alliansen, vilka samlade 21 av 41 mandat i kommunfullmäktige.
Efter valet 2014 fick inget av de traditionella blocken egen majoritet. Därför bildades en mittenkoalition bestående av Centerpartiet, Kristdemokraterna, Miljöpartiet och Socialdemokraterna. Efter valet 2018 tog Alliansen återigen makten. Det aviserades att "fokus kommer att läggas på att skapa trygghet i kommunen, få ordning och reda på ekonomin, ett hållbart samhällsbygge, en bättre skola, ett ännu starkare lokalt näringsliv och en ökad valfrihet". Alliansen behöll makten även efter valet 2022. Kommunstyrelsens ordförande Fredrik Kjos (M) sa att "kommunen ska fortsätta utvecklas hållbart. Vi ska ha en effektiv organisation som tar vara på digitaliseringens möjligheter. De kommande fyra åren kommer vi att ha stort fokus på näringsliv och arbetstillfällen. Trygghetsfrågan är fortsatt en högt prioriterad".

### Kommunfullmäktige

#### Presidium
| Presidium 2022–2026    | Presidium 2022–2026 | Presidium 2022–2026  |
| ---------------------- | ------------------- | -------------------- |
| Ordförande             | M                   | Anders Åkerlind      |
| Förste vice ordförande | KD                  | Jan-Erik Björk       |
| Andre vice ordförande  | S                   | Björn-Inge Björnberg |

#### Mandatfördelning 1970–2022
| 2 | 17 | 7 | 5 | 4 |

| 30 | 5 |

| 3 | 15 | 8 | 4 | 5 |

| 26 | 9 |

| 2 | 18 | 8 | 6 | 7 |

| 29 | 12 |

| 3 | 19 | 6 | 4 | 9 |

| 25 | 16 |

| 2 | 21 |  | 4 | 2 |  | 10 |

| 25 | 16 |

| 2 | 19 | 2 | 2 | 5 |  | 10 |

| 23 | 18 |

| 2 | 17 | 3 | 3 | 5 |  | 10 |

| 23 | 18 |

| 2 | 15 |  | 2 | 2 | 4 | 2 | 13 |

| 27 | 14 |

| 3 | 20 | 2 | 3 | 2 | 11 |

| 23 | 18 |

| 5 | 17 |  |  | 2 | 4 | 11 |

| 23 | 18 |

| 4 | 18 |  |  | 5 | 4 | 8 |

| 22 | 19 |

| 2 | 16 | 2 |  | 2 | 3 | 3 | 12 |

| 24 | 17 |

| 2 | 13 | 3 | 2 |  | 4 | 3 | 13 |

| 23 | 18 |

| 2 | 14 | 3 | 4 | 2 | 4 | 2 | 10 |

| 22 | 19 |

| 3 | 11 |  | 7 | 2 | 4 | 3 | 10 |

| 25 | 16 |

| 4 | 12 |  | 7 | 2 | 2 | 2 | 11 |

| 26 | 15 |

### Nämnder

#### Kommunstyrelse
Kommunstyrelsen i Upplands-Bro kommun utgörs av 15 ordinarie ledamöter. Till stöd för sitt arbete är de indelade i tre utskott: Trygghets- och säkerhetsutskottet, samhällsbyggnadsutskottet samt Miljö- och energiutskottet.
| Presidium 2022–2026    | Presidium 2022–2026 | Presidium 2022–2026 |
| ---------------------- | ------------------- | ------------------- |
| Ordförande             | M                   | Fredrik Kjos        |
| Förste vice ordförande | L                   | Nawal Al-Ibrahim    |
| Andre vice ordförande  | S                   | Camilla Jansson     |

#### Övriga nämnder
Förutom de obligatoriska nämnderna finns följande nämnder i kommunen:
Sedan 2008 finns också en gemensam nämnd för familjerättsliga frågor. Den är gemensam med Järfälla kommun.
| Nämnd                           | Ordförande | Ordförande              | Vice ordförande | Vice ordförande    | Andre vice ordförande | Andre vice ordförande |
| ------------------------------- | ---------- | ----------------------- | --------------- | ------------------ | --------------------- | --------------------- |
| Bygg- och miljönämnden          | L          | Martin Normark          | C               | Lisa Edwards       | S                     | Helena Austrell       |
| Gymnasie- och arbetslivsnämnden | L          | Nawal Al-Ibrahim        | M               | Masoud Zadeh       | S                     | Camilla Janson        |
| Kultur- och fritidsnämnden      | C          | Mattias Petersson Ersoy | M               | Mats Högberg       | S                     | Naser Vukovic         |
| Socialnämnden                   | M          | Peter Wissing           | C               | Lars Thomasson     | S                     | Kerstin Ahlin         |
| Tekniska nämnden                | M          | Andreas Åström          | KD              | Karl-Erik Lindholm | S                     | Kristian Cronsell     |
| Utbildningsnämmden              | M          | Paul Gustafsson         | L               | Nawal Al-Ibrahim   | S                     | Rolf Nersing          |
| Valnämnden                      | KD         | Karl-Erik Lindholm      | S               | Bengt Johansson    |                       |                       |
| Äldre- och omsorgsnämnden       | KD         | Tina Teljstedt          | M               | Anders Åkerlind    | S                     | Kerstin Ahlin         |
| Fastighetsnämnden               | KD         | Jan-Erik Björk          | M               | Mait Johansson     | S                     | Birgitta Nylund       |

Källa:

## Ekonomi och infrastruktur

### Näringsliv
Det lokala näringslivet har blivit starkt påverkat av närheten till Stockholm. Liksom i flera andra kranskommuner domineras näringslivet av handels-, tjänste- och servicenäringar. Majoriteten av företagen i kommunen var i början av 2020-talet små eller medelstora. Bland större företag återfanns Coop Nordens lager och distribution, Ragn-Sells avfallshantering AB och byggindustrin Ramirent AB.

### Infrastruktur

#### Transporter

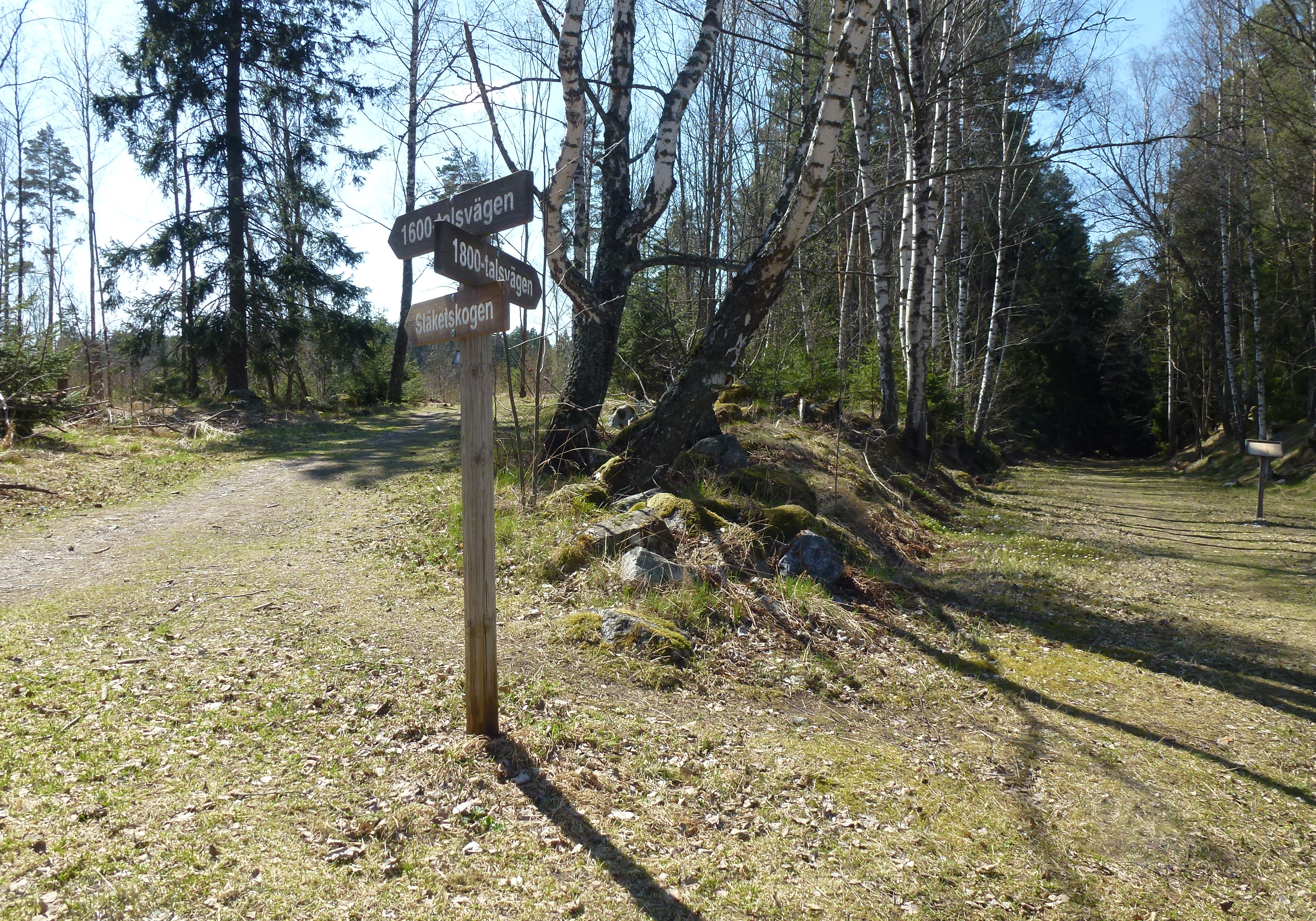
Dalkarlsbacken.

Upplands-Bro kommun genomkorsas från sydöst mot nordväst av E18. I Bro avtar länsväg 269 norrut mot länsväg 263 som har en öst-västlig riktning genom kommunens norra del. På Dalkarlsbacken finns den väg som räknas som Sveriges första statliga vägbygge, anlagd år 1665.
Kommunen trafikeras av Storstockholms Lokaltrafik med stationer i Bro och Kungsängen. Anslutningsbuss mot Brunna finns till pendeltåget i Kungsängen. Anslutningsbuss mot Råby och Finnsta finns till pendeltåget i Bro. Vissa av dessa bussar trafikerar även sträckan Bro-Kungsängen. Från Bro station går bussar mot Ådö och Smidö och från Kungsängens station går bussar mot Håbo-Tibble och Håtuna. I rusningstid går direktbuss från Bro, via Kungsängen, till Kista på morgonen och i motsatt riktning på eftermiddagen. Nattetid går nattbussar mellan Stockholm och Bro/Kungsängen.

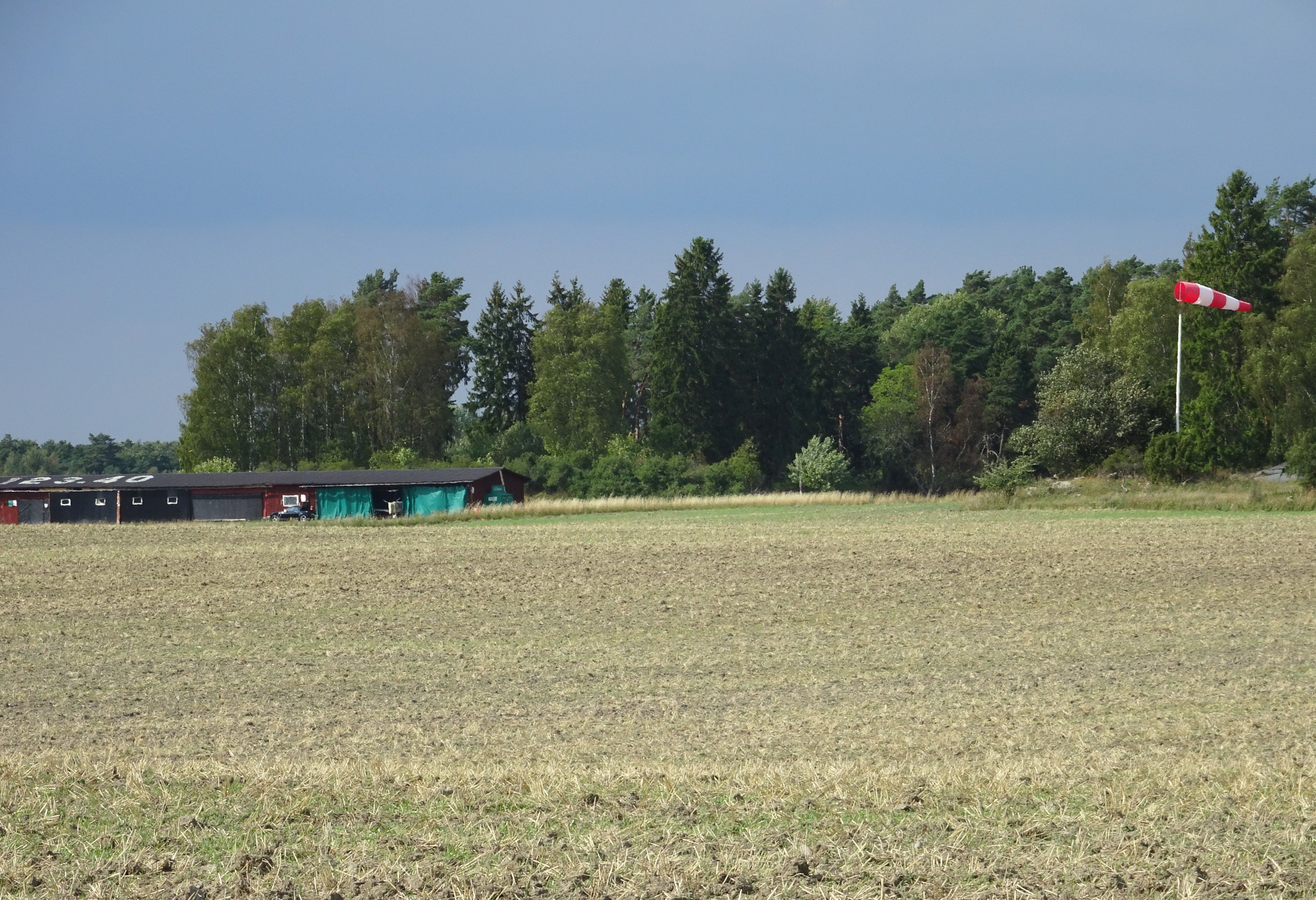
Frölunda flygfält, 2018.

Frölunda flygfält ligger mellan Bro och Kungsängen på Lennartsnäshalvön och anlades på 1950-talet. Det består av en gräsbana (längd 750 meter, bredd 30 meter) och en mindre hangar med klubbstuga. Det finns även en korsande och kortade gräsbana som dock sällan används. Frölunda flygfält nyttjas av sportflyg, främst så kallade ultralätta flygplan. Frölunda är hemmafältet för Swedish Ultraflyers.

## Befolkning

### Demografi

#### Befolkningsutveckling
Upplands-Bro är en av Stockholms läns snabbast växande kommuner. Kommunen har 32 868 invånare (31 december 2024), vilket placerar den på 79:e plats avseende folkmängd bland Sveriges kommuner.
| Befolkningsutvecklingen i Upplands-Bro kommun 1970–2020 | Befolkningsutvecklingen i Upplands-Bro kommun 1970–2020 | Befolkningsutvecklingen i Upplands-Bro kommun 1970–2020 | Befolkningsutvecklingen i Upplands-Bro kommun 1970–2020 | Befolkningsutvecklingen i Upplands-Bro kommun 1970–2020 |
| ------------------------------------------------------- | ------------------------------------------------------- | ------------------------------------------------------- | ------------------------------------------------------- | ------------------------------------------------------- |
|                                                         |                                                         |                                                         |                                                         |                                                         |
| År                                                      |                                                         |                                                         | Folkmängd                                               |                                                         |
| 1970                                                    | 1970                                                    |                                                         | 10 936                                                  |                                                         |
| 1975                                                    | 1975                                                    |                                                         | 14 792                                                  |                                                         |
| 1980                                                    | 1980                                                    |                                                         | 18 489                                                  |                                                         |
| 1985                                                    | 1985                                                    |                                                         | 19 887                                                  |                                                         |
| 1990                                                    | 1990                                                    |                                                         | 20 191                                                  |                                                         |
| 1995                                                    | 1995                                                    |                                                         | 20 025                                                  |                                                         |
| 2000                                                    | 2000                                                    |                                                         | 20 878                                                  |                                                         |
| 2005                                                    | 2005                                                    |                                                         | 21 327                                                  |                                                         |
| 2010                                                    | 2010                                                    |                                                         | 23 676                                                  |                                                         |
| 2015                                                    | 2015                                                    |                                                         | 25 789                                                  |                                                         |
| 2020                                                    | 2020                                                    |                                                         | 30 195                                                  |                                                         |

#### Utländsk bakgrund
Den 31 december 2018 utgjorde antalet invånare med utländsk bakgrund (utrikes födda personer samt inrikes födda med två utrikes födda föräldrar) 10 676, eller 37,13 % av befolkningen (hela befolkningen: 28 756 den 31 december 2018). Den 31 december 2002 utgjorde antalet invånare med utländsk bakgrund enligt samma definition 5 002, eller 23,64 % av befolkningen (hela befolkningen: 21 162 den 31 december 2002).

#### Invånare efter de vanligaste födelseländerna
Följande länder är de 10 vanligaste födelseländerna för befolkningen i Upplands-Bro kommun.
| Nr | Födelseland | Antal  | Andel (%) | Andel i hela riket |
| -- | ----------- | ------ | --------- | ------------------ |
| 1  | Sverige     | 21 536 | 67,67     | 79,61              |
| 2  | Finland     | 803    | 2,52      | 1,26               |
| 3  | Irak        | 790    | 2,48      | 1,40               |
| 4  | Syrien      | 652    | 2,48      | 1,88               |
| 5  | Polen       | 550    | 1,73      | 0,94               |
| 6  | Iran        | 522    | 1,64      | 0,81               |
| 7  | Eritrea     | 407    | 1,27      | 0,47               |
| 8  | Indien      | 373    | 1,17      | 0,51               |
| 9  | Afghanistan | 366    | 1,15      | 0,62               |
| 10 | Pakistan    | 365    | 1,15      | 0,26               |

## Kultur

### Kulturarv
På toppen av en 60 meter hög grusås med utsikt över Mälaren ligger Rösaring, med ett flertal fornlämningar. Som exempel kan nämnas gravhögar, rösen och en labyrint från bronsåldern eller möjligen vikingatiden. I området har arkeologer hittat spår efter en boplats och ett bronsgjuteri från vikingatiden, något som är mycket ovanligt.
Den lokalhistoriska forskaren Börje Sandén menade att Stäketsholmen "är en otroligt betydelsefull plats, inte bara i lokalhistorien utan även för hela rikets historia. Här fanns Sveriges största medeltida borg".

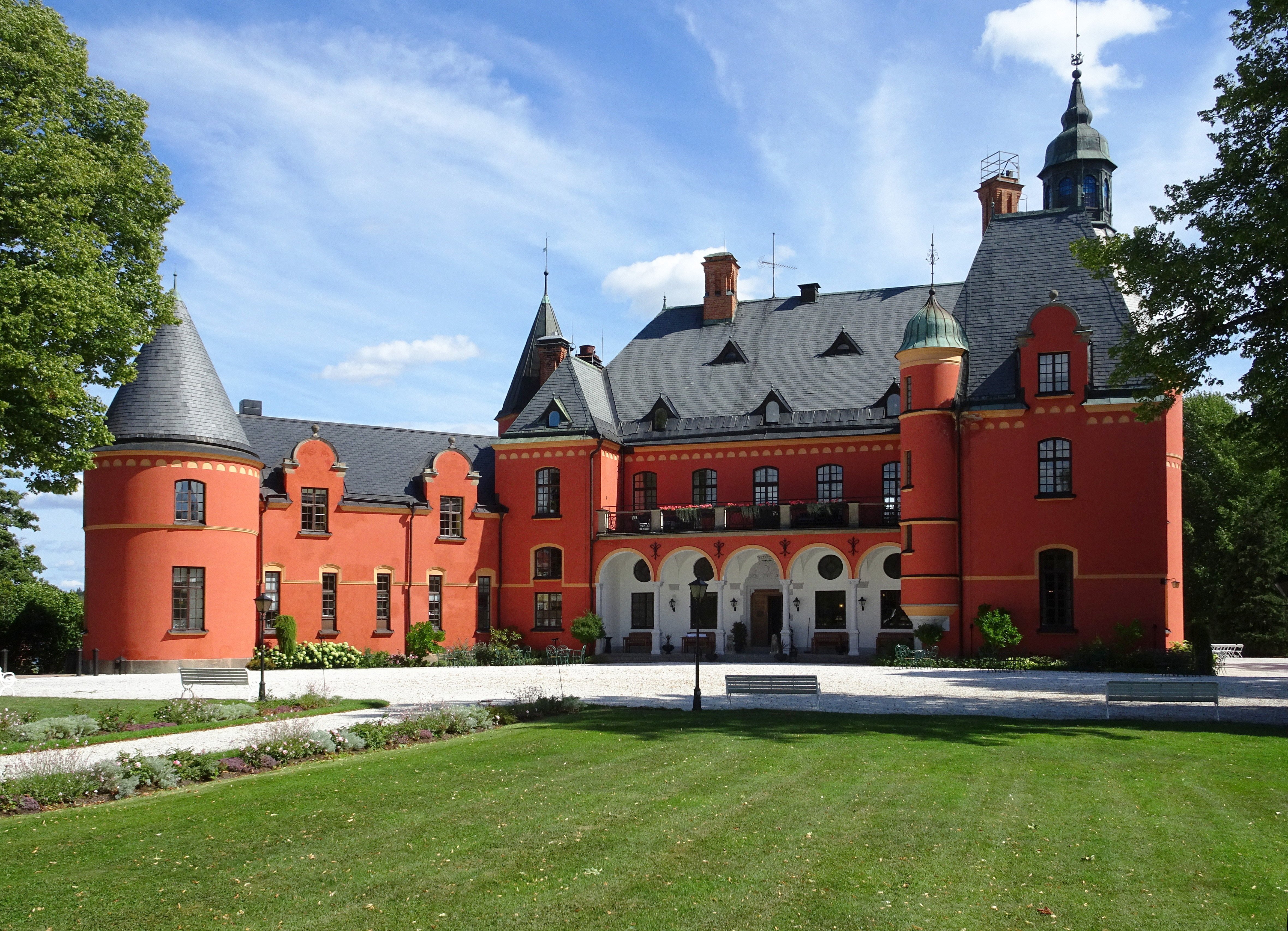
Lejondals slott.

Lejondals slott stod klart 1892 och lät byggas av friherrinnan Louise De Geer (1856-1935). Slottet är ritat av Isak-Gustaf Clason (1856-1930) och är övervägande i Wasastil, även om influenser av andra stilar kan skönjas.

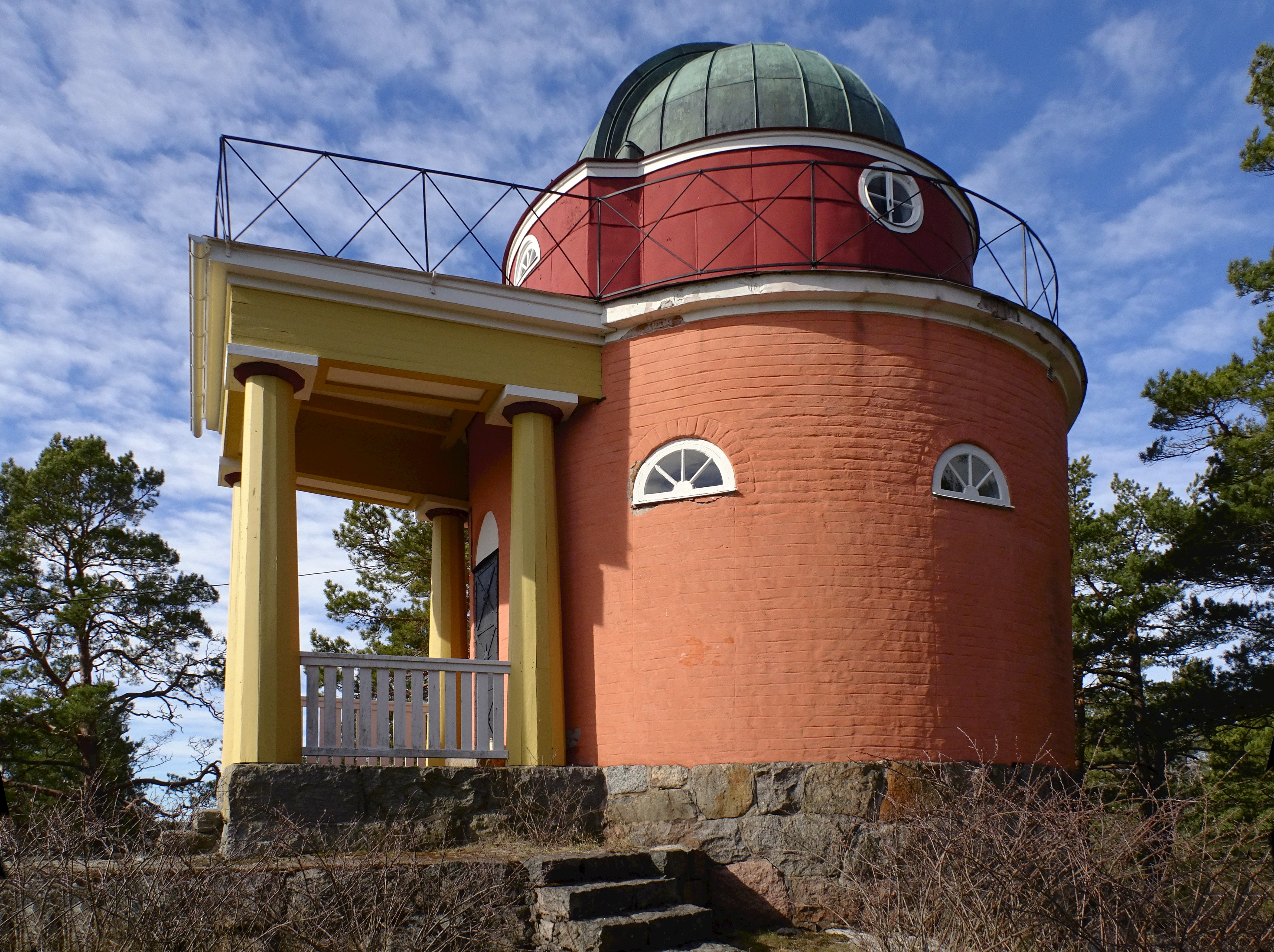
Kvistabergs observatorium.

Ett annat kulturarv är Kvistabergs observatorium som ursprungligen ägdes av konstnären och amatörastronomen Nils Tamm (1876–1957). Under lång tid var teleskopet Sveriges största optiska teleskop och har använts för att observera småplaneter tills forskningsanvändningen upphörde. År 1944 skänktes observatoriet till Uppsala universitet.

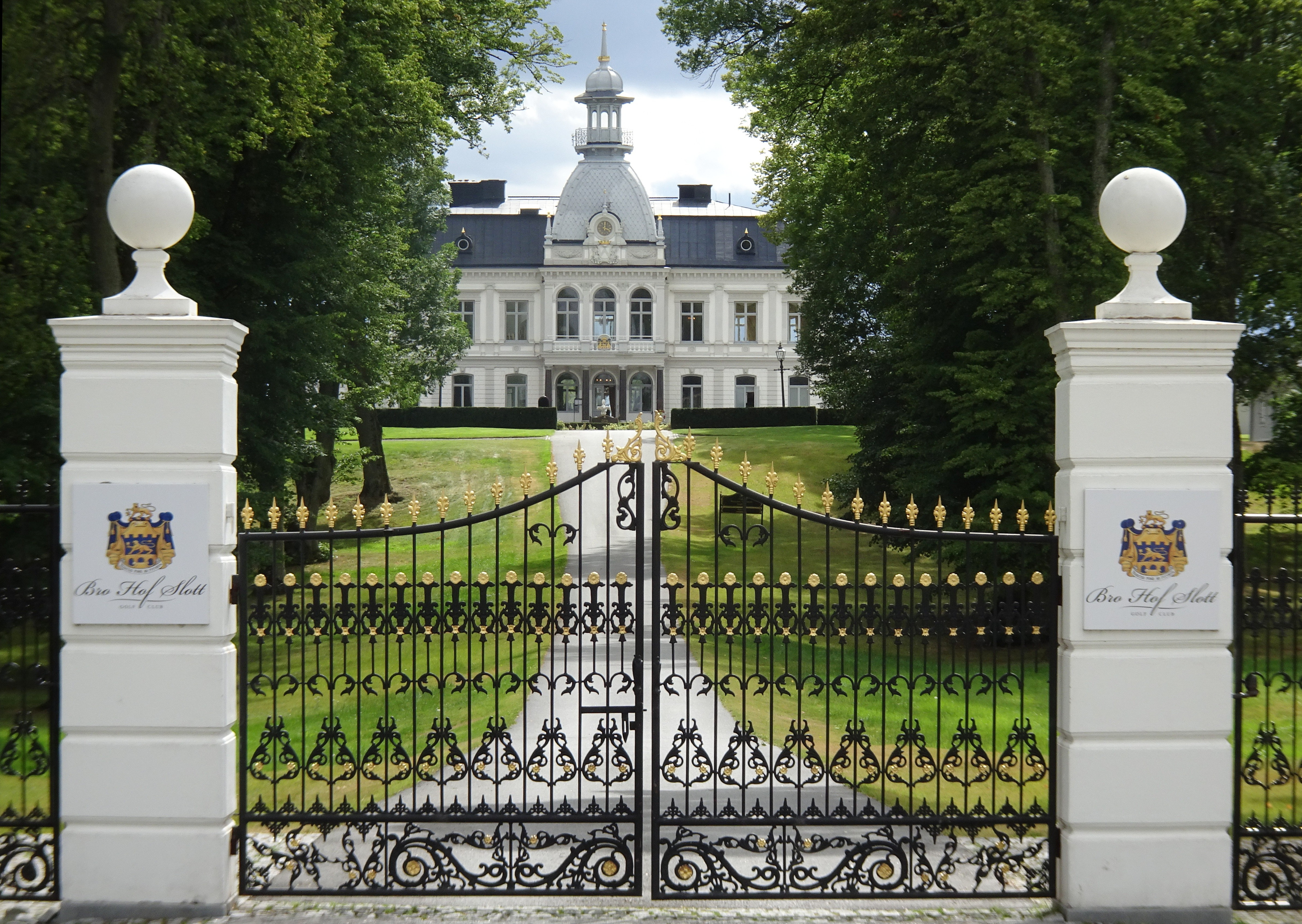
Brogård.

Brogård är en slottsliknande herrgård vid Brofjärden, som uppfördes 1888 efter ritningar av Herman Holmgren. 

### Kommunvapen
Blasonering: I rött fält en hornprda stavar, allt av guld.
Vapnet avbildar en liten figur i brons, stor som en tumnagel, som påträffades vid arkeologiska utgrävningar vid Ekhammar (RAÄ-nummer Kungsängen 4:1) i samband med utbyggnad av E18 år 1968. Figuren brukar kallas Ekhammarsgubben. Den påstås föreställa Oden med sina 2 korpar på hjälmen. Den användes först som logotyp, men registrerades som kommunvapen i PRV år 1983.

Stockholms-Näs landskommun (1946–1951)